# Janković
A Janković szláv családnév. Apanév, amely a János régi egyházi személynév rövidülése a -kó becenév képzővel. A szláv nyelvekben „fiát” jelent az ics/vics végződés, így a név jelentése Jankó fia. Főleg az egykori Jugoszlávia államaiban elterjedt családnév. 2014-ben Szerbiában a 11., Montenegróban a 22., Bosznia-Hercegovinában a 47., Horvátországban a 68. leggyakoribb családnév volt. Szlovák változata a Jankovič, amely 2014-ben a 202. legelterjedtebb vezetéknév volt Szlovákiában. A név magyar változata a Jankovics.

## Híres Jankovics nevű családok
- Jankovics család

## Híres Janković nevű személyek
Janković (Јанковић)
- Jovana Janković (1981) szerb televíziós személyiség
- Jelena Janković (1985) szerb teniszedző
- Philip Zepter (1950) eredeti nevén Milan Janković, szerb származású monacói üzletember

Jankovich
- Jankovich Béla (1865–1939) oktatáspolitikus, közgazdász
- Jankovich Béla (1955) tollaslabdázó
- Jankovich Ferenc (1907–1971) magyar költő, író, műfordító
- Jankovich Miklós (1772–1846) könyv-, régiség- és műgyűjtő, történész

Jankovics
- Jankovics Marcell (1874–1949) író, politikus, ügyvéd, alpinista
- Jankovics Marcell (1941–2021) rajzfilmrendező, grafikus, könyvillusztrátor, kultúrtörténész, író, politikus
- Jankovics Sándor (1955) labdarúgó (Videoton, Debreceni MVSC)